# Strætisvagnar Akureyrar
Strætisvagnar Akureyrar is het openbaarvervoersbedrijf van de IJslandse gemeente Akureyri.
Vanaf 2007 kunnen reizigers gratis gebruikmaken van het busvervoer.